# Cornelius Adam Igbudu
Cornelius Adam Igbudu (* 1914; † 12. März 1981) war eine nigerianische religiöse Persönlichkeit, die durch die Gründung der Anglian Adam Preaching Society (A.A.P.S), eine evangelikale Gruppe innerhalb der Church of Nigeria, Bekanntheit erlangte.
Ihm wurden Heilfähigkeiten zugeschrieben.
Von seinen Gegnern, insbesondere von Erzbischof Christian Aggrey Apena, wurde er beschuldigt, die Einheit und den Frieden in der nigerianischen anglikanischen Kirche zu zerstören.

## Vermächtnis
Die Anglican Adam Preaching Society (A.A.P.S) besteht auch nach dem Tod des Gründers im Jahr 1981 weiter.
Mehrere unabhangige nigerianische Kirchen, wie God's Grace Ministry und New Glory Revival Ministry, führen ihre Entstehung auf den evangelistischen Dienst von Cornelius Adam Igbudu in der nigerianisch anglikanischen Kirche zurück.
In Anerkennung seiner evangelistischen Leistungen in der nigerianischen anglikanischen Kirche wurde Cornelius Adam Igbudu von der Gemeinschaft zum Heiligen erhoben. Darüber hinaus wurde auch eine Kirche nach ihm benannt (St. Adam's Anglican Church in Oghio im Gebiet Olomu im Bundesstaat Delta).
Eine weiterführende Schule in Araya (Adam Igbudu Memorial Secondary School), sowie eine Bibelschule in Emevor (Adam Igbudu Christian Institute) tragen seinen Namen.